# Campionatul de fotbal din Noua Zeelandă
Campionatul de fotbal din Noua Zeelandă este o competiție de fotbal din zona OFC.

## Echipele actuale
|  | Echipă              | Oraș             | Stadion           | Cea mai buna clasare              | Campionate | Locuri secunde | 2009-10 Poziție în clasament | 2009-10 Note                                             |
|  | ------------------- | ---------------- | ----------------- | --------------------------------- | ---------- | -------------- | ---------------------------- | -------------------------------------------------------- |
|  | Auckland City FC    | Auckland         | Kiwitea Street    | 1 (2004–05), (2005–06), (2009–10) | 4          | 3              | 1                            | 2009-10 NZFC Premier Calificată pentru O-League 2010-11  |
|  | Canterbury United   | Christchurch     | English Park      | 3 (2005–06)                       | 0          | 0              | 4                            | Vice-campioană                                           |
|  | Hawke's Bay United  | Napier           | Bluewater Stadium | 4 (2007–08)                       | 0          | 0              | 6                            |                                                          |
|  | Otago United        | Dunedin          | Carisbrook        | 5 (2005–06), (2009–10)            | 0          | 0              | 5                            |                                                          |
|  | Team Wellington     | Wellington       | Newtown Park      | 3 (2007–08), (2009–10)            | 0          | 0              | 3                            |                                                          |
|  | Waikato FC          | Ngaruawahia      | Centennial Park   | 3 (2004–05)                       | 0          | 0              | 8                            | 2009-10 NZFC Lingura de lemn                             |
|  | Waitakere United    | Waitakere City   | Fred Taylor Park  | 1 (2006–07), (2007–08), (2008–09) | 2          | 3              | 2                            | 2009-10 NZFC Champion Calificată pentru O-League 2010-11 |
|  | YoungHeart Manawatu | Palmerston North | Memorial Park     | 2 (2005–06), (2006–07)            | 0          | 0              | 7                            |                                                          |

## Finalele
Echipele calificate în OFC Champions League sunt scrise îngroșat:
| Sezon   | Câștigătoare                            | Scor             | Pierzătoare       | Campioană        | Premiership Runner-up | Lingura de lemn     |
| ------- | --------------------------------------- | ---------------- | ----------------- | ---------------- | --------------------- | ------------------- |
| 2004/05 | Auckland City FC                        | 3 - 2            | Waitakere United  | Auckland City FC | Waitakere United      | YoungHeart Manawatu |
| 2004/05 | Kiwitea Street, Auckland                |                  |                   | Auckland City FC | Waitakere United      | YoungHeart Manawatu |
| 2005/06 | Auckland City FC                        | 3 - 3 (4 - 3) PK | Canterbury United | Auckland City FC | YoungHeart Manawatu   | Hawke's Bay United  |
| 2005/06 | Kiwitea Street, Auckland                |                  |                   | Auckland City FC | YoungHeart Manawatu   | Hawke's Bay United  |
| 2006/07 | Auckland City FC                        | 3 - 2            | Waitakere United  | Waitakere United | YoungHeart Manawatu   | Otago United        |
| 2006/07 | North Harbour Stadium, North Shore City |                  |                   | Waitakere United | YoungHeart Manawatu   | Otago United        |
| 2007/08 | Waitakere United                        | 2 - 0            | Team Wellington   | Waitakere United | Auckland City FC      | Canterbury United   |
| 2007/08 | Douglas Field, Waitakere City           |                  |                   | Waitakere United | Auckland City FC      | Canterbury United   |
| 2008/09 | Auckland City FC                        | 2 - 1            | Waitakere United  | Waitakere United | Auckland City FC      | Canterbury United   |
| 2008/09 | Douglas Field, Waitakere City           |                  |                   | Waitakere United | Auckland City FC      | Canterbury United   |
| 2009/10 | Waitakere United                        | 3 - 1            | Canterbury United | Auckland City FC | Waitakere United      | Waikato FC          |
| 2009/10 | Fred Taylor Park, Waitakere City        |                  |                   | Auckland City FC | Waitakere United      | Waikato FC          |